# Wilhelm Höchstetter
Wilhelm Höchstetter (* 5. April 1838 in Uiffingen; † 15. August 1907 in Lörrach) war ein evangelischer Kirchenrat und Heimatforscher.

## Leben

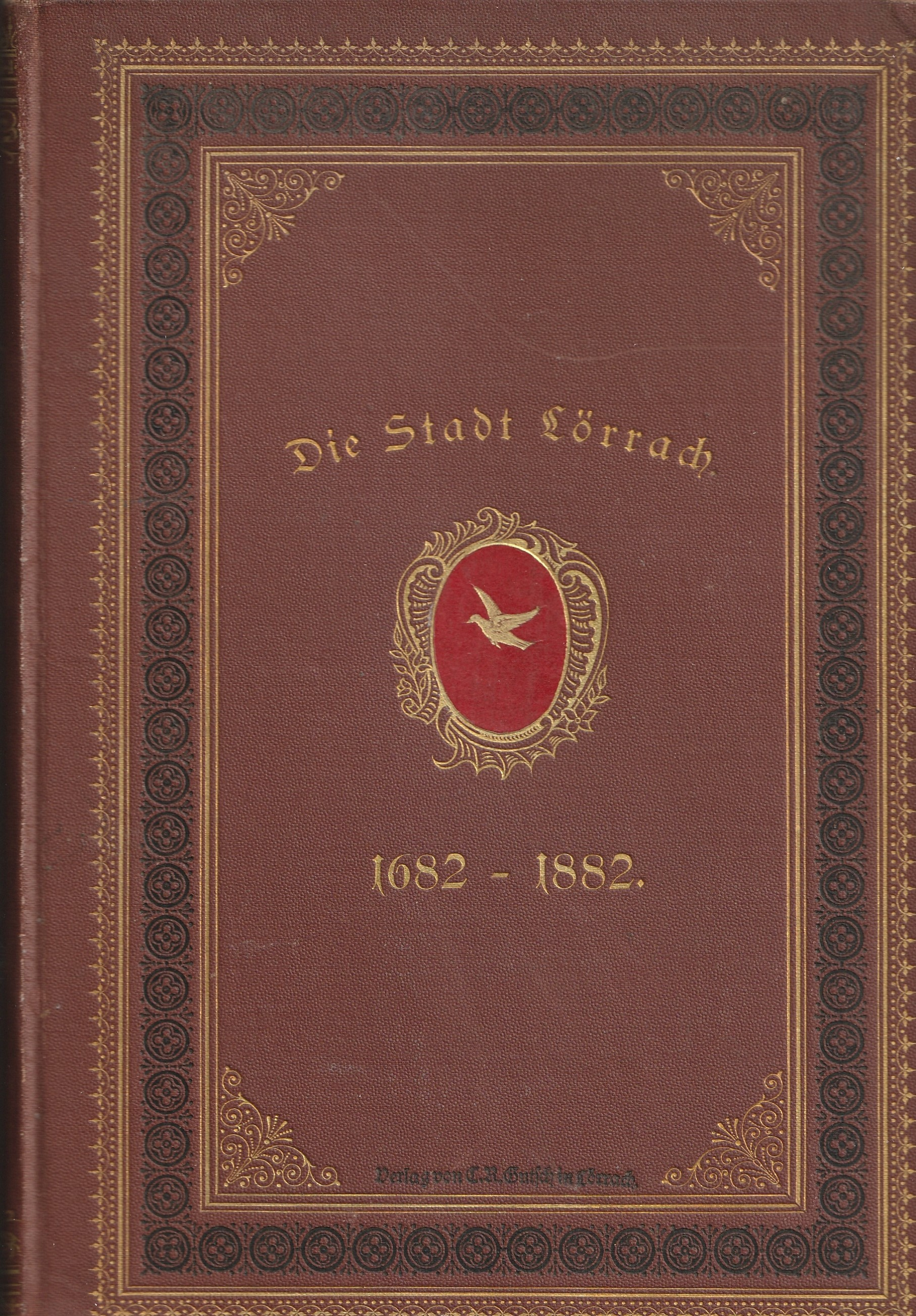
Titel der ersten Chronik von Lörrach aus dem Jahre 1882

Höchstetter wurde als Sohn des Pfarrers Christoph Friedrich Karl Höchstetter (* 1809; † 1878) geboren. Er studierte evangelische Theologie an der Universität Erlangen und der Ruprecht-Karls-Universität Heidelberg 1860 begann er seine kirchliche Laufbahn als Vikar in Lörrach. 1864 wechselte er zunächst als Pfarrverweser nach Eberbach, wo er 1865 Pfarrer wurde.
1874 wurde Höchstetter Nachfolger des in den badischen Oberkirchenrat nach Karlsruhe berufenen Reinhard Schellenberg als Stadtpfarrer von Lörrach. Dieses Amt behielt er bis zu seinem Tode und damit 33 Jahre, womit er der allzeit am längsten dienende Pfarrer Lörrachs wurde.
Von 1898 bis 1904 war er Dekan der Diözese Lörrach und Mitglied der Generalsynode der Evangelischen Landeskirche in Baden. 1903 wurde er zum Kirchenrat ernannt.
Seit 1875 war er Mitglied des Kreisausschusses des Kreises Lörrach, dessen Vorsitz er 1903 übernahm. In der örtlichen Sozialarbeit war Höchstetter vor allem im Bereich der Armen- und Krankenpflege aktiv. Als Mitglied der 1876 eingerichteten Schulkommission war Höchstetter für das Volksschulwesen in Lörrach zuständig, was zu Konflikten mit dem katholischen Stadtpfarrer Winterhalter und letztlich 1879 zu Höchstetters Rücktritt von dieser Aufgabe führte.
Höchstetter war ein „Vertreter des aufgeklärten und liberalen Protestantismus“ und gehörte dem Badischen Protestantenverein an.
Neben seinen kirchlichen und politischen Verpflichtungen befasste sich Höchstetter auch mit der lokalen Geschichte. Im Nachgang zur 200-Jahr-Feier der ersten Erhebung von Lörrach zur Stadt veröffentlichte er Ende 1882 die erste Chronik von Lörrach, die auch Urkunden und eine Beschreibung der Feierlichkeiten zur 200-jährigen Geschichte der Stadt enthielt – eine „Geschichte Lörrachs“ wollte er das „Büchlein“ bewusst nicht nennen, da er einen Mangel an Material hierzu erkannte.

## Schriften
- Die Stadt Lörrach (1682–1882). Ihre Entstehung, Gegenwart und 200-jährige Jubelfeier. Urkundenbuch und Chronik (Nebst Situations-Plan der Stadt und Gemarkung), Lörrach, Gutsch, 1882 Internet Archive – ohne den Situationsplan. Situationsplan: Internet Archive

## Ehrungen
Höchstetter erhielt 1896 den Orden vom Zähringer Löwen  (Ritterkreuz 1. Klasse) und 1906 die Friedrich-Luisen-Medaille.